# 海豚競技館
海豚競技館（原名爱知县体育馆）位於日本爱知县名古屋市中區二之丸，修建於1964年，面積約為3,7707平方米，毗鄰名古屋城。

## 外部連結
- Aichi Prefectural Gymnasium （页面存档备份，存于）
- 中日新聞社 大相撲名古屋場所（日語）（英文）

35°10′59″N 136°54′09″E / 35.183086°N 136.902561°E